# Dienstonderscheiding van de SS
De Dienstonderscheiding van de SS (Duits: SS-Dienstauszeichnung) was een onderscheiding van het Duitse Rijk die op 30 januari 1938 door Adolf Hitler was ingesteld. Het gaat om een Dienstonderscheiding zoals die in Duitsland al sinds de 19e eeuw bij dienstjubilea werd uitgereikt. De SS was door de NSDAP als lijfwacht van Hitler opgericht, maar steeds belangrijker geworden. In 1938 werd de dienstonderscheiding niet door de partij, maar door de staat ingesteld. Het instellingsbesluit was door de "Führer und Reichskanzler" Adolf Hitler en de minister van Binnenlandse Zaken Wilhelm Frick ondertekend.
Voor deze onderscheiding, vergelijkbaar met die van de krijgsmachtonderdelen, kwamen SS-mannen van alle rangen in de "SS-Verfügungstruppen, SS-Totenkopfverbänden en SS-Junkerschulen" in aanmerking.
Het instellingsbesluit voorzag in vier graden:
- Officieren (Führer), lagere SS'ers zoals de Unterführer en SS-Männer ontvingen na vier jaar de vierde Graad.

Deze ronde zwartgepatineerde medaille droeg op de voorzijde binnen een eikenkrans de SS-Runen in hoogreliëf. Op de keerzijde stond "Für treue Dienste in der SS" met het getal "4".   
- Officieren (Führer), lagere SS'ers zoals de Unterführer en SS-Männer ontvingen na acht jaar de derde Graad.

Deze ronde bronzen medaille droeg op de voorzijde een hakenkruis met daarop een kleine eikenkrans in hoogreliëf. Op de keerzijde stond "Für treue Dienste in der SS" met het getal "8". 
- Officieren (Führer), lagere SS'ers zoals de Unterführer en SS-Männer ontvingen na twaalf jaar de tweede Graad.

Dit versiersel was een verzilverd hakenkruis. In het midden waren binnen een eikenkrans de runen van de SS aangebracht. 
- Officieren (Führer), lagere SS'ers zoals de Unterführer en SS-Männer ontvingen na vijfentwintig jaar de eerste Graad.

Dit versiersel was een verguld hakenkruis. In het midden waren binnen een eikenkrans de runen van de SS aangebracht.
De diensttijd in andere functies in "de beweging", dat was de NSDAP met haar vele organisaties, maar ook in de Duitse strijdkrachten werd voor deze periodes meegerekend.
Alle versierselen werden aan een korenblauw lint op de linkerborst gedragen. Na bevordering tot een hogere graad liet men het versiersel van de lagere graad weg, maar men mocht dat als aandenken houden. Meestal droeg men kleine rechthoekige batons die bij dragers van de 1e en 2e Klasse met kleine zilveren en gouden SS-runen waren versierd. Sommige officieren van de Wehrmacht droegen ook een rang in de SS, anderen waren SS'er geweest. Zij mochten de Dienstonderscheiding van de Wehrmacht en de Marine, de Dienstonderscheiding van de Luftwaffe en de Dienstonderscheiding van de SS naast elkaar dragen. De onderscheiding werd ontworpen door de professor Karl Diebitsch uit München.
Het korenblauwe lint was bij alle dienstonderscheidingen van landmacht, marine, luchtmacht en SS gebruikt. Deze traditie ging terug op het oude Pruisen waar de dienstonderscheidingen aan korenblauwe linten werden gedragen.

## De Dienstonderscheiding van de SS na de Tweede Wereldoorlog
De vier geallieerden hebben na de bezetting van Duitsland het dragen van alle Duitse orden en onderscheidingen, dus ook die uit het Duitse Keizerrijk van vóór 1918, verboden. Dat verbod is in de DDR altijd van kracht gebleven. Op 26 juli 1957 vaardigde de Bondsrepubliek Duitsland een wet uit waarin het dragen van onderscheidingen met daarop hakenkruizen of de runen van de SS werd verboden. Het dragen van dit insigne werd net als het dragen van de Orde van Verdienste van de Duitse Adelaar en het Ereteken voor de 9e November 1923, de zogenaamde "Blutorden", streng verboden. Ook het verzamelen, tentoonstellen en afbeelden van de onderscheiding werd aan strenge regels gebonden. Een aantal onderscheidingen werd ontdaan van de hakenkruizen en soms van hakenkruis en adelaar. In deze gedenazificeerde uitvoering mochten sommige onderscheidingen worden gedragen. Met dit insigne is dat niet het geval. Het dragen is verboden.
| Medaille |               |               |                |                |                |
| Baton    |               |               |                |                |                |
| Voor     | 4 dienstjaren | 8 dienstjaren | 12 dienstjaren | 25 dienstjaren | 40 dienstjaren |